# Nick McNeil
Nick McNeil es un luchador profesional estadounidense conocido por su trabajo en la WWE bajo el nombre de Percy Watson. Destaca por haber formado parte de la segunda temporada de NXT.

## Carrera

### World Wrestling Entertainment / WWE (2009-2013)
McNeil firmó un contrato de desarrollo con la World Wrestling Entertainment (WWE), siendo adjudicado en 2009 al territodio de desarrollo, la Florida Championship Wrestling (FCW), empezando a entrenar allí. Hizo su debut en la FCW el 1 de octubre del 2009 presentándose junto a su pareja Darren Young, con el nombre The South Beach BoyZ.
El 1 de junio del 2010, se anunció que Watson estaría participando en la segunda temporada de NXT, con MVP como su mentor. Durante la primera votación, quedó el segundo, pero en la segunda votación, bajó hasta el cuarto puesto y posteriormente, en la tercera, quedó como el tercero. Finalmente, fue eliminado de la competencia el 17 de agosto de 2010 junto con Husky Harris. El 31 de agosto se volvió heel al atacar a Kaval, el ganador de la temporada. Tras esto, pasó a luchar
Tras NXT, continuó trabajando en el roster principal de la WWE, en luchas no emitidas y eventos en vivo, contra luchadores del Mid-Card como Primo, Tyson Kidd, Curt Hawkins, Chavo Guerrero, Tyler Reks y Drew McIntyre.

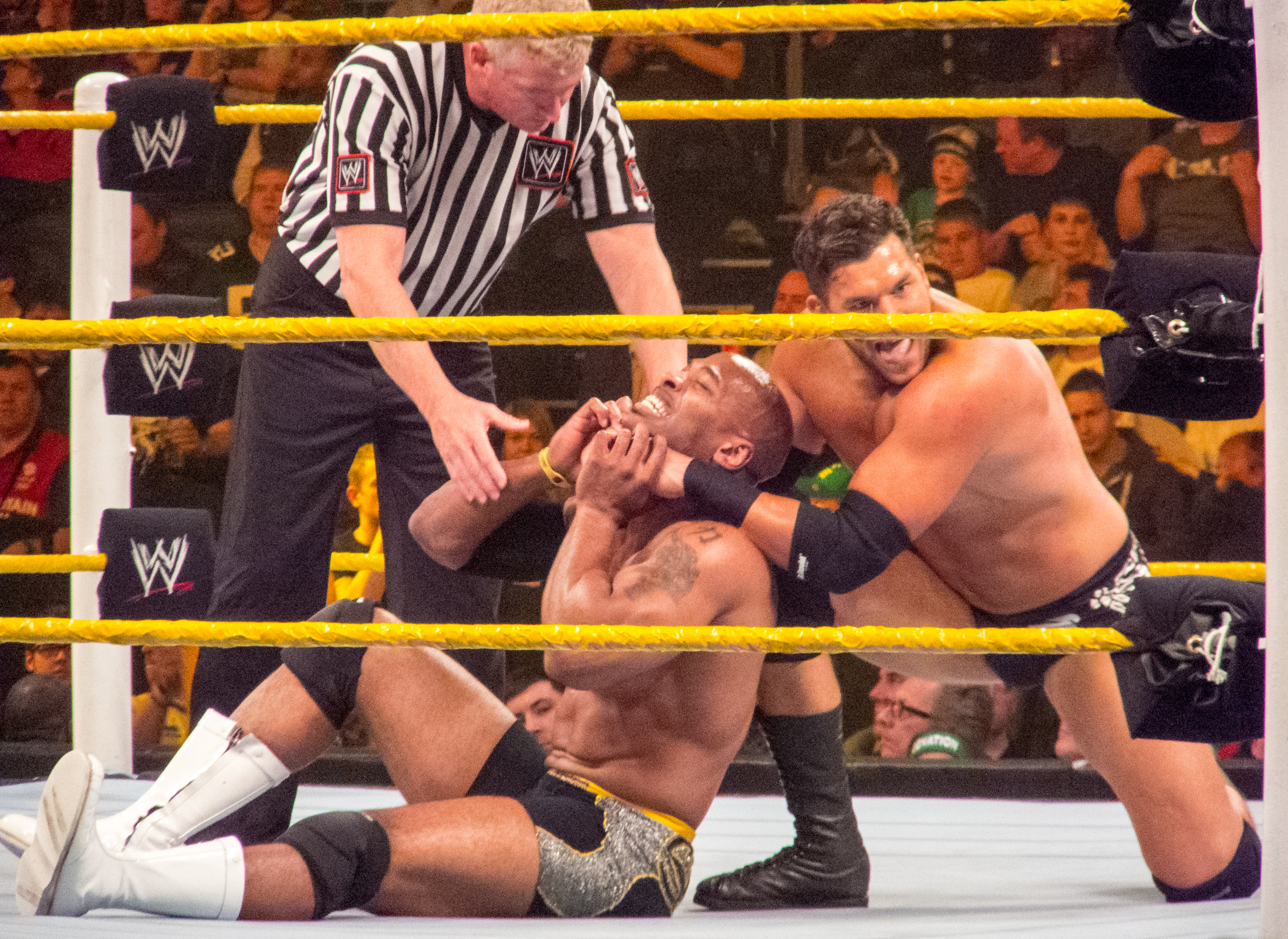
Watson struggles against Johnny Curtis in a match on NXT in 2012.

Watson regresó a la programación de la WWE en Superstars el 8 de septiembre, haciendo equipo con Titus O'Neil, perdiendo ante Curt Hawkins and Tyler Reks. Debido a su alianza con Titus, volvió a aparecer en la última temporada de NXT, NXT Redemmption, no como novato, sino como compañero de O'Neil. Después de que O'Neil cambiara a Heel, al insultar a los fanes, le pidió a Watson que hiciera lo mismo el 25 de enero de 2012, pero cuando se negó, Titus le atacó. Tras esto, ambos tuvieron un combate donde Titus derrotó a O'Neil, quien continuó atacándole después de su victoria hasta que Alex Riley le salvó. El 1 y 29 de febrero, Riley & Watson se enfrentaron a O'Neil & Darren Young, pero fueron derrotados ambas veces. On the March 7 episode of NXT, Watson received his rematch against O'Neil and defeated O'Neil. A finales de abril, empezó una storyline donde Wtason era culpado por el ataque a varios luchadores, pero la historia fue abortada abruptamente debido a la cancelación del programa.
Watson continuó apareciendo en la sexta edición de NXT, ahora el nuevo territorio de desarrollo de la WWE. Tras una primera derrota el 18 de julio ante Jinder Mahal, siguió una racha de derrotas ante gente como Kassius Ohno o Leo Kruger. Watson se alió ocasionalmente con Yoshi Tatsu, pero fueron derrotados por equipos como the Ascension (Conor O'Brian & Kenneth Cameron). El 23 de enero de 2013 ambos participaron en un torneo para coronar a los primeros Campeones en Parejas de NXT, pero perdieron en la primera ronda ante the Wyatt Family (Luke Harper & Erick Rowan). Finalmente, el 17 de mayo de 2013, McNeil fue despedido de la WWE.

### WWE

#### NXT (2016-2019)
McNeil regresó el 7 de diciembre de 2016, como comentarista invitado. Desde 2017, McNeil forma parte de la nueva barra de comentaristas de NXT, junto a Tom Philips y Nigel McGuinness.
Watson fue reemplazado en 205 Live por Aiden English a partir del 22 de enero de 2019 y se mudó a NXT . Durante el fin de semana de WrestleMania 35 hizo comentarios para Worlds Collide con Vic Joseph. En abril fue reemplazado en el evento Principal por varias personas, entre ellas Sam Roberts y David Otunga . Luego, en las grabaciones de NXT en mayo, fue reemplazado en el equipo de comentarios por Beth Phoenix . Después de estos cambios inexplicables, se informó el 11 de mayo que Watson dejaría la WWE para perseguir otros intereses, incluida la actuación.

## En lucha
- Movimientos finales
  - Showtime Splash (180° turning big splash)
  - Float-over DDT - 2010-presente
  - Percycution (Flapjack) - 2011-presente
- Movimientos de firma
  - Arm Drag
  - Dropkick
  - Enzuigiri
  - European uppercut
  - Facebreaker knee smash
  - Leaping back elbow
  - Leaping clothesline
  - Leaping shoulder block
  - Leg Drop
  - Leg lariat
  - Varios tipos de Suplex
    - Belly to back
    - Double underhook
    - Northern Lights
    - Overhead belly to belly

  - Plancha
  - Sidewalk slam
- Apodos
  - Showtime

## Campeonatos y logros
- Pro Wrestling Illustrated
  - Situado en el Nº240 en los PWI 500 de 2011[22]
  - Situado en el Nº356 en los PWI 500 de 2012[23]